# 新世紀ロボ ユーバロット
『新世紀ロボ ユーバロット』（しんせいきロボ ユーバロット）は、夕張市にあった石炭の歴史村の一施設であるロボット大科学館内に設置されていたロボットの名称、および館内で上映されていたアニメーション作品。アルファベット表記はU-BAROT。東映製作の特撮番組『仮面ライダーBLACK』劇場版に敵役のロボットとして登場した。

## 概要
1988年に開館したロボット大科学館の目玉として開発された。ロボット大科学館の建物自体を含めた総制作費は8億4000万円。身長12m・体重40tで、夕張の石炭とシューパロ湖の水で動くという設定。内部にはコックピットが設置され、ロボットを体験に来た子供たちがロボットの操縦を擬似体験できるようになっていた。

## 館内アニメ
『新世紀ロボ ユーバロット誕生!』というタイトルで、東映動画制作の8分間のアニメーションが制作された。地球外の侵略者が新エネルギーを奪おうとするのを、ユーバロットが幼い兄妹を守りながら阻むストーリーとした。

### スタッフ
- プロデューサー：山崎誠、伊藤幾夫、小湊洋一、平賀豊彦
- 脚本：荒木芳久
- クリエイティブプロデューザー：辻忠直
- 作画監督：大倉雅彦
- 美術監督：池田祐二
- 原画：森田奈苗、大倉雅彦
- 原画チェッカー：高橋一彦
- 仕上検査：酒井日出子
- 特殊効果：下川信裕
- 撮影：今村昌史
- 編集：福光伸一
- 選曲：宮下滋
- 音響効果：今野康之
- 演出：並里ひろじ
- 演出助手：小阪春女
- 製作担当：鳥本武
- 現像：東映化学

### 登場人物
- ユーバロット: 声 - 平野義和
- 張太: 声 - 頓宮恭子
- 夕子: 声 - 江森浩子
- 博士: 声 - 阪脩

## 特撮映画への登場
ユーバロットの館内アニメと同じく東映の製作である夕張市が舞台となった1988年公開の映画『仮面ライダーBLACK 恐怖!悪魔峠の怪人館』において、ゴルゴムが世界征服用にとある科学者に開発させた兵器として登場する。ユーバロットの登場は映画の公開と同年に開館したロボット大科学館のプロモーションを兼ねてのものであり、夕張市の観光政策を推し進めた中田鉄治市長も出演している。

## ロボットの最期
石炭の歴史村は夕張市の財政破綻の煽りを受けて2006年に自己破産。その際に夕張市の観光政策の迷走の象徴として、ユーバロットがニュースに取り上げられた。
石炭の歴史村内部の施設の多くに関しては存続の道が模索されていたが、ロボット大科学館に関しては老朽化が激しく、修繕費の捻出も困難だったことから解体されることが決定。
2008年8月28日、ユーバロットはロボット大科学館の建物ともども解体された。

## その後
ロボット大科学館に展示されていたロボットは官公庁オークションにて競売に出され、そのうちユーバロットのミニチュアは東京都豊島区池袋の化粧品通販会社が落札。同社により2019年にはウェブサイトが作られ関連グッズとしてのTシャツが販売。2020年現在も本社ロビーに展示されている。